# Federico Riu
Federico Riu   (Lleida, 14 de maig de 1925 - Caracas, 9 de desembre de 1985) va ser un filòsof i professor universitari veneçolà d'origen català.
Riu va néixer a Lleida, on va treballar com a mestre en un petit poble. Després d'una breu estada a l'Estat francès, s'exilia a Veneçuela el 1946, on va exercir el seu ofici de mestre. Al mateix temps, va estudiar filosofia a la Universitat Central de Veneçuela (UCV). Posteriorment, va fer el doctorat a la Universitat de Friburg a Alemanya, i es va convertir en catedràtic de l'Escola de Filosofia de la UCV. El 1953 es va nacionalitzar com a veneçolà, i el 1954 va rebre el títol de llicenciat amb la màxima qualificació, i és enviat a Friburg de Brisgòvia durant dos anys, on té ocasió d'escoltar a Martin Heidegger i a Eugen Fink. En tornar inicià la seva carrera com a professor de l'Escola de Filosofia de la UCV, en la qual va romandre fins a la seva jubilació el 1980. Després de la seva jubilació va tornar a Lleida algunes temporades. El 1959 va contreure matrimoni amb Elena Rima, amb qui tingué una filla, Elena Riu, una coneguda pianista establerta a Londres. En morir, la UCV creà una càtedra amb el seu nom i, a Caracas, s'hi constituí una fundació. A més, anualment, es convoca a Veneçuela el «Premi de recerca filosòfica Federico Riu».

## Obres
- Ontología del siglo XX: Husserl, Hartmann, Heidegger y Sartre (Universidad Central de Venezuela: Caracas 1966).
- Historia y totalidad: el concepto de reificación en Lukács (Monte Ávila: Caracas 1968).
- Ensayos sobre Sartre (Monte Ávila: Caracas 1968).
- Tres fundamentaciones del marxismo (Monte Ávila: Caracas 1976). ISBN 978-980-01-1005-8
- Usos y abusos del concepto de alienación (Monte Ávila, Caracas 1981).
- Vida e historia de Ortega y Gasset (Monte Ávila: Caracas 1985). ISBN 978-980-01-0003-5
- Obras completas (Monte Ávila: Caracas 1997) ISBN 980-01-1005-4
- Ensayos sobre la técnica en Ortega, Heidegger, García Bacca, Mayz (Barcelona: Antrhopos 2010).